# Weyauwega (hrabstwo Waupaca)
Weyauwega – miejscowość w Stanach Zjednoczonych, w stanie Wisconsin, w hrabstwie Waupaca.